# Stryn
Stryn är en tätort som utgör centralort i Stryns kommun i Vestland fylke i västra Norge.
Stryn är beläget längst in Nordfjorden vilket gör att det snöar mycket på vintern och regnar mycket på sommaren. Stryn har både sommar- och vinterskidcenter. Stryn är känt för sina extrema snömängder. Åkningen sker på hög höjd (1 000–1 500 meter över havet, på en glaciär) vilket möjliggör sommarskidåkning.